# Pétros Mános
Pour les articles homonymes, voir Famille Manos et Manos.
 (février 2017).
Si vous disposez d'ouvrages ou d'articles de référence ou si vous connaissez des sites web de qualité traitant du thème abordé ici, merci de compléter l'article en donnant les références utiles à sa vérifiabilité et en les liant à la section « Notes et références ».
Pétros Mános (né le 7 avril 1871 à Athènes, en Grèce, et décédé le 4 avril 1918 en Suisse) est un militaire et un champion d'escrime grec. Il a notamment participé aux Jeux olympiques de 1912.

## Famille
Issu d'une importante famille d'origine phanariote, Pétros Mános est le fils du général Thrasývoulos Mános (1835-1922) et de son épouse Roxane Mavromichalis (1848-1905), elle-même fille du député Pétros Mavromichális (1819-1852). Pétros Mános a un frère, le député Konstantínos Mános (1869-1913).
Pétros Mános épouse successivement Maria Argyropoulos (1874-1930), petite-fille du ministre Periklís Argyrópoulos (1810-1860), et Sophia Tompazis, petite-fille du ministre Georgios Tompazis (1809-1892).
Pétros Mános est le père de trois filles :
- Aspasía Mános (1896-1972), qui épouse le roi Alexandre Ier de Grèce (1893-1920) ;
- Roxanne Mános (1898-????), qui épouse le député Chrístos Zalokóstas (1894-1975) ;
- Ralloú Mános (1915-1988), qui épouse l'architecte Pavlos Mylonas (1915-2005).

## Biographie
Diplômé de l'Académie militaire d'Athènes en 1892, Pétros Mános fait sa carrière dans la cavalerie grecque. Il combat ainsi en Crète en 1896-1897 avant de participer à la guerre gréco-turque de 1897. Il participe ensuite au soulèvement de la Macédoine entre 1904 et 1907 (en) avant de s'engager dans les guerres balkaniques. Devenu officier d'ordonnance du roi Constantin Ier, il suit la famille royale durant son exil en Suisse en 1917.
Passionné de sport, Pétros Mános représente la Grèce lors des épreuves d'épée masculine individuelle des Jeux olympiques de 1912.